# Kunal Nayyar
Kunal Nayyar (hindi: कुणाल नैयर, nascut el 30 d'abril de 1981 a Londres, Anglaterra) és un actor indi nascut a Anglaterra. És conegut pel seu paper de Rajesh Ramayan Koothrappali a la sèrie de la CBS The Big Bang Theory.

## Biografia
Kunal Nayyar va néixer l'any 1981 a Londres, Anglaterra, però va créixer a Nova Delhi, per això té accent indi, on va anar a l'Escola St. Columba.
Quan va acabar la secundària, va emigrar als Estats Units, on va estudiar Administració a la Universitat de Portland i també va obtenir un postgrau en art a la Universitat Temple de Filadèlfia.
El darrer any a la Universitat de Portland, on també feia classes d'actuació, va ser candidat com a millor actor a l'obra The Rose Tattoo, i se'l va convidar a participar en una competència actoral al American College Theater Festival (ACTF), on va guanyar el Premi Mark Twain per la seva brillant actuació còmica, a més d'una beca per al prestigiós Sundance Theater Lab.
Va escriure l'obra aclamada per la crítica Cotton Candy, que encara continua en escena als teatres de Nova Delhi. Actualment escriu el seu primer guió cinematogràfic.
Va començar a actuar en obres de teatre i musicals i va debutar al cinema amb un petit paper en la comèdia S. C. I. E. N. C. E. (2004).
Després va participar com a convidat a la sèrie Navy NCIS: Naval Criminal Investigative Service, fins que va ser escollit per interpretar Rajesh Koothrappali, un jove científic indi - que odia el menjar el seu país i que no pot relacionar-se amb el sexe oposat- a la sitcom The Big Bang Theory.
Nayyar va jugar a bàdminton per a l'equip de la seva escola a Nova Delhi i va competir en tornejos interestatals. El seu nom significa "el qui veu bellesa a cada cosa" i prové del nom d'un ocell de l'Himàlaia.
Actualment Nayyar resideix a Los Angeles.

## Filmografia
- S. C. I. E. N. C. E. (2004)
- NCIS (2007)
- The Big Bang Theory (2007-present)
- Ice Age: Continental Drift (2012)